# سكوت كليفتون
سكوت كليفتون (بالإنجليزية: Scott Clifton)‏ هو ممثل أمريكي، ولد في 31 أكتوبر 1984 بلوس أنجلوس في الولايات المتحدة. من الجوائز التي نالها جائزة إيمي داي تايم ‏.

## أعمال

### مسلسلات
- المستشفى العام

## جوائز
- جائزة إيمي داي تايم [الإنجليزية]‏

## وصلات خارجية
- سكوت كليفتون على موقع IMDb (الإنجليزية)
- سكوت كليفتون على موقع ألو سيني (الفرنسية)
- سكوت كليفتون على موقع ميوزك برينز (الإنجليزية)
- سكوت كليفتون على موقع أول موفي (الإنجليزية)
- سكوت كليفتون على موقع قاعدة بيانات الفيلم (الإنجليزية)
- سكوت كليفتون على موقع كينوبويسك (الروسية)